# Paulus Hochgatterer
Paulus Hochgatterer, né à Amstetten le 16 juillet 1961 , est un écrivain et psychologue pour enfants autrichien.

## Biographie
Il a remporté de nombreux prix littéraires dont le Prix de littérature de l'Union européenne en 2009.

## Œuvres traduites en français
- Brève histoire de pêche à la mouche [«  Eine kurze Geschichte vom Fliegenfischen »], trad. de Françoise Kenk, Meudon, France, Quidam Éditeur, coll. « Made in Europe », 2010, 110 p.  (ISBN 978-2-915018-45-5)
- La Douceur de la vie [« Die Süsse des Lebens »], trad. de Françoise Kenk, Meudon, France, Quidam Éditeur, coll. « Les âmes noires », 2012, 285 p.  (ISBN 978-2-915018-72-1)[3]
- Le jour où mon grand-père a été un héros ["Der Tag, an dem mein Grossvater ein Held war"], trad. de Barbara Fontaine, Le Mercure de France, Paris, 2021, 99 p.  (ISBN 978-2-7152-5770-2)